# 長野広域連合
長野広域連合（ながのこういきれんごう）は、長野県北信地方長野地域の9自治体で構成する広域連合。長野県の広域連合では最大人口であり、全国の広域連合でも有数規模である。

## 概要
長野市・須坂市・千曲市・上高井郡小布施町・同郡高山村・上水内郡飯綱町・同郡信濃町・同郡小川村・埴科郡坂城町で構成され、各市町村における介護事業、広域ごみ処理などを行っている。

## 沿革
前身組織
- 1971年（昭和46年）
  - 7月15日 - 新全国総合開発計画に基づき、長野地域広域市町村圏に指定される
  - 9月1日 - 長野地域広域市町村圏協議会設立
- 1976年（昭和51年）4月1日 - 長野地域広域行政事務組合設立。長野広域病院組合・長野広域不燃物処理施設組合・長野広域老人福祉施設組合を統合
- 1980年（昭和55年）4月1日 - 長水老人福祉施設組合を統合
- 1993年（平成5年）4月1日 - 長野広域行政組合に名称変更
- 1999年（平成11年）10月1日 - 長野広域行政組合内に広域連合準備室設置
- 2000年（平成12年）3月31日 - 広域連合への移行のため、長野広域行政組合解散

長野広域連合
- 2000年（平成12年）4月1日 - 長野広域連合発足
- 2001年（平成13年）4月1日 - 埴科老人福祉施設組合を統合
- 2019年（平成31年）3月1日 - 事務局を長野市箱清水一丁目から同市松岡二丁目の現在地に移転

## 組織・運営施設

### 議会・事務局
- 広域連合議会 - 議員定数30人（長野市議会議員より12人、須坂市・千曲市議会議員より各3人、坂城町・小布施町・高山村・信濃町・小川村・飯綱町議会議員より各2人）[1]
- 理事会
- 事務局 - 長野市松岡二丁目42番1号

### 老人福祉施設
- 松寿荘（養護老人ホーム・特別養護老人ホーム） - 長野市上野二丁目120番地4
  - 若槻デイサービスセンター
- はにしな寮（養護老人ホーム） - 埴科郡坂城町坂城8814番地10
- 久米路荘（特別養護老人ホーム） - 長野市信州新町日原東2186番地1
  - 信州新町デイサービスセンター
- 小布施荘（特別養護老人ホーム） - 上高井郡小布施町小布施857番地5
- 矢筒荘（特別養護老人ホーム） - 上水内郡飯綱町牟礼2227番地
- 須坂荘（特別養護老人ホーム） - 須坂市塩野951番地
- 豊岡荘（特別養護老人ホーム） - 長野市戸隠豊岡1384番地
  - 戸隠デイサービスセンター
  - 長野市戸隠在宅介護支援センター

### ごみ処理施設
長野市・須坂市・千曲市・高山村・信濃町・小川村・飯綱町・坂城町における広域ごみ処理のため、焼却施設2箇所・最終処分場1箇所の整備を続けている。なお、小布施町のごみ処理は、中野市・山ノ内町と構成する北信保健衛生施設組合（東山クリーンセンター）が実施している。
- ながの環境エネルギーセンター - 長野市松岡二丁目27番1号
  - 長野市・須坂市・高山村・信濃町・小川村・飯綱町から排出される可燃ごみの焼却施設
- ちくま環境エネルギーセンター - 千曲市屋代[4]
  - 長野市（一部）・千曲市・坂城町から排出される可燃ごみの焼却施設
- エコパーク須坂（建設中） - 須坂市仁礼町[5]
  - 一般廃棄物最終処分場